# 제프리 피어스

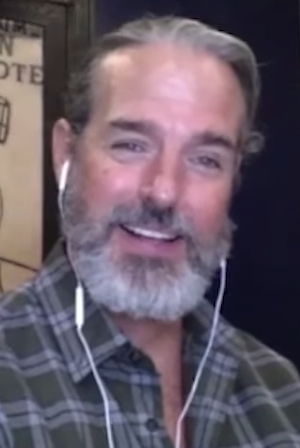

제프리 피어스(Jeffrey Pierce, 1971년 12월 13일 ~ )는 미국의 배우, 영화 감독, 텔레비전 배우, 모델, 영화 프로듀서, 스턴트 배우이다.
덴버에서 태어났다.

## 방송
- 피어 잇셀프
- 나인
- 찰리 제이드

## 영화
- 스트레인저 인사이드 (2013년) - 마이클 역
- 알카트라즈 (2012년) - 잭 실리베인 역
- 초콜렛 도넛 (2012년) - 플리트 역
- 더블 (2011년) - 에이전트 위버 역
- 알폰소 보우  (2010년) - 알폰소 보우 역
- 스페이스 비트윈 (2010년)
- 전격 Z작전 - 시리즈 (2008년)
- 터미네이터 시리즈 - 사라 코너 연대기 (2008년)
- 전격 Z작전 - 파일롯 (2008년)
- 더 나인 (2006년)
- 주니어 파일럿 (2006년)
- 찰리 제이드 (2005년) - 찰리 제이드 역
- 포리너 (2003년) - 숀 콜드 역
- 시몬 (2002년)